# Anger

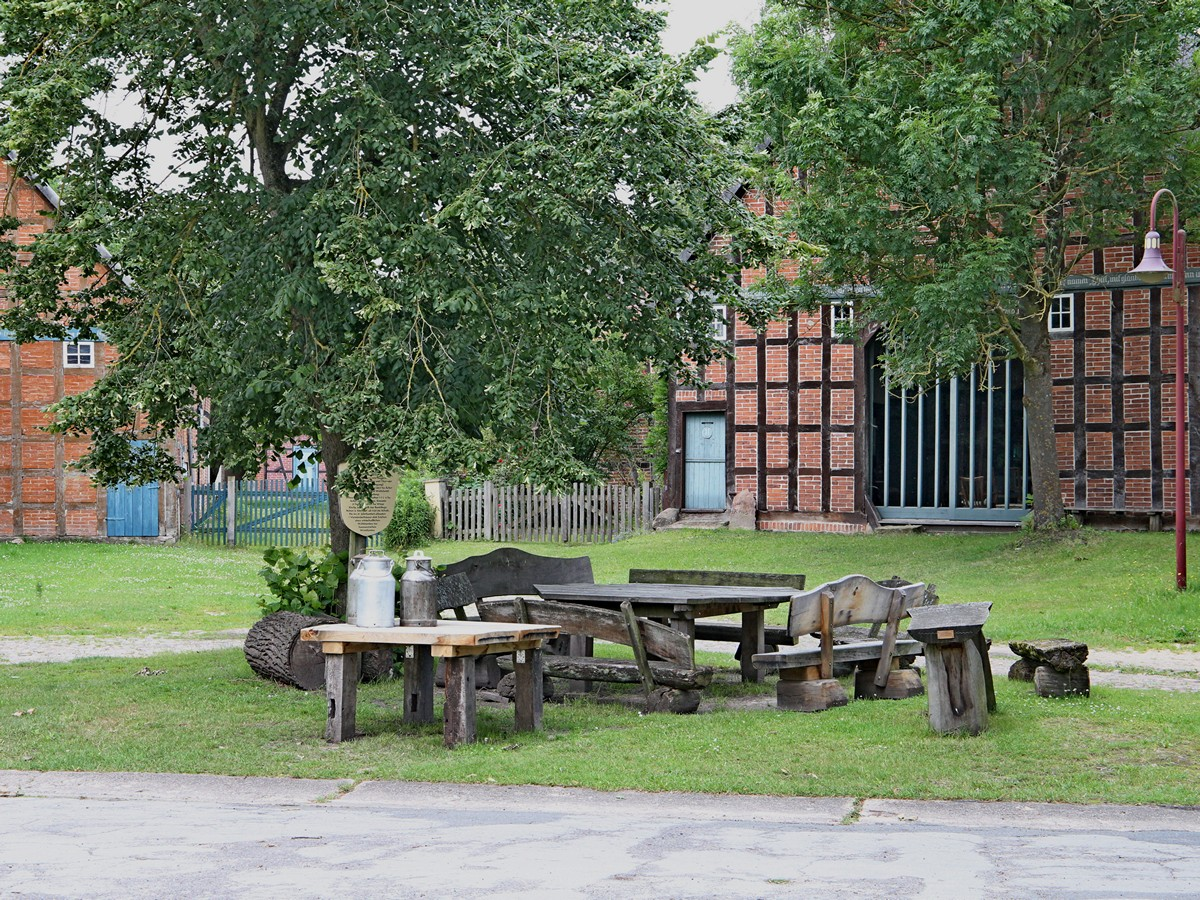
Anger im Rundling Bussau

Der Begriff Anger (mittelhochdeutsch anger, althochdeutsch angar, urgermanisch *angra-) bezeichnet ein meist grasbewachsenes Land oder einen Dorfplatz in Gemeinbesitz, der von allen Bewohnern der Stadt oder des Dorfes genutzt werden konnte (zu Gemeinbesitz siehe auch: Allmende). Dies reicht bis in die germanische Zeit zurück, als er meist noch vor oder nahe bei einer Siedlung lag. Dort war er Ort für Feste, für gemeinschaftliche Aktivitäten (Dorfbackofen, gemeinschaftliches Schlachten) und konnte auch als heiliger Kultplatz, Ort für Ratsversammlungen (Thing) oder Richtplatz für das germanische Stammesrecht dienen. Daneben beherbergte er gelegentlich Prozessionswege oder germanische Grabstätten.

## Begriffsentwicklung
In ähnlicher Weise wurde der germanische *akra- (Acker) verstanden, der als Nutzacker (Feld, Lagerplatz) das Gegenstück zum Anger (Weide) darstellte und ebenfalls meist Gemeindeland war. Da die Kultplätze während der Christianisierung vorwiegend von Kirchen überbaut wurden, entstand so einerseits der Friedhofsanger, was heute eine fast vergessene Bezeichnung darstellt, und auch der Gottesacker, als modernes Synonym für den Friedhof, der seinerseits auf das alte Wort *hufa- zurückgeht.
Die eher frühe Form solcher Anger ist allgemein im gesamten germanischen, baltischen, skandinavischen und slawischen Siedlungsraum zu finden und orientiert sich an den lokalen Gegebenheiten vor Ort.

## Lage und Form
Mit der Zeit rückte der Anger durch die zunehmende Siedlungsdichte nach und nach als Dorfanger in die Mitte und wurde ab dem frühen Mittelalter auch gezielt zentral zwischen zwei weit auseinanderliegenden Häuserreihen angelegt. Dazu gehörte meist ein kleiner See oder Ententeich, wo die Dorfgemeinschaft Fische einsetzte oder Federvieh hielt. Dies war eine Anpassung an die mittelalterlichen Hungersnöte, die zumeist mit Kriegen und Seuchen einhergingen. Die Soldaten schleppten oft alles Essbare fort, hatten aber keine Zeit, den Fischteich zu plündern oder das Geflügel einzufangen. So sicherten die Fische und das freilaufende verbliebene Federvieh das Überleben der geplünderten Bewohner.
Diese für Südosteuropa und das östliche Mitteleuropa gezielt geplante typische Siedlungsform deutscher Kolonisten bezeichnet man auch als Angerdorf. Ist der Anger nur von einer Seite her zugänglich, spricht man auch von einem Sackanger.

## Nutzung

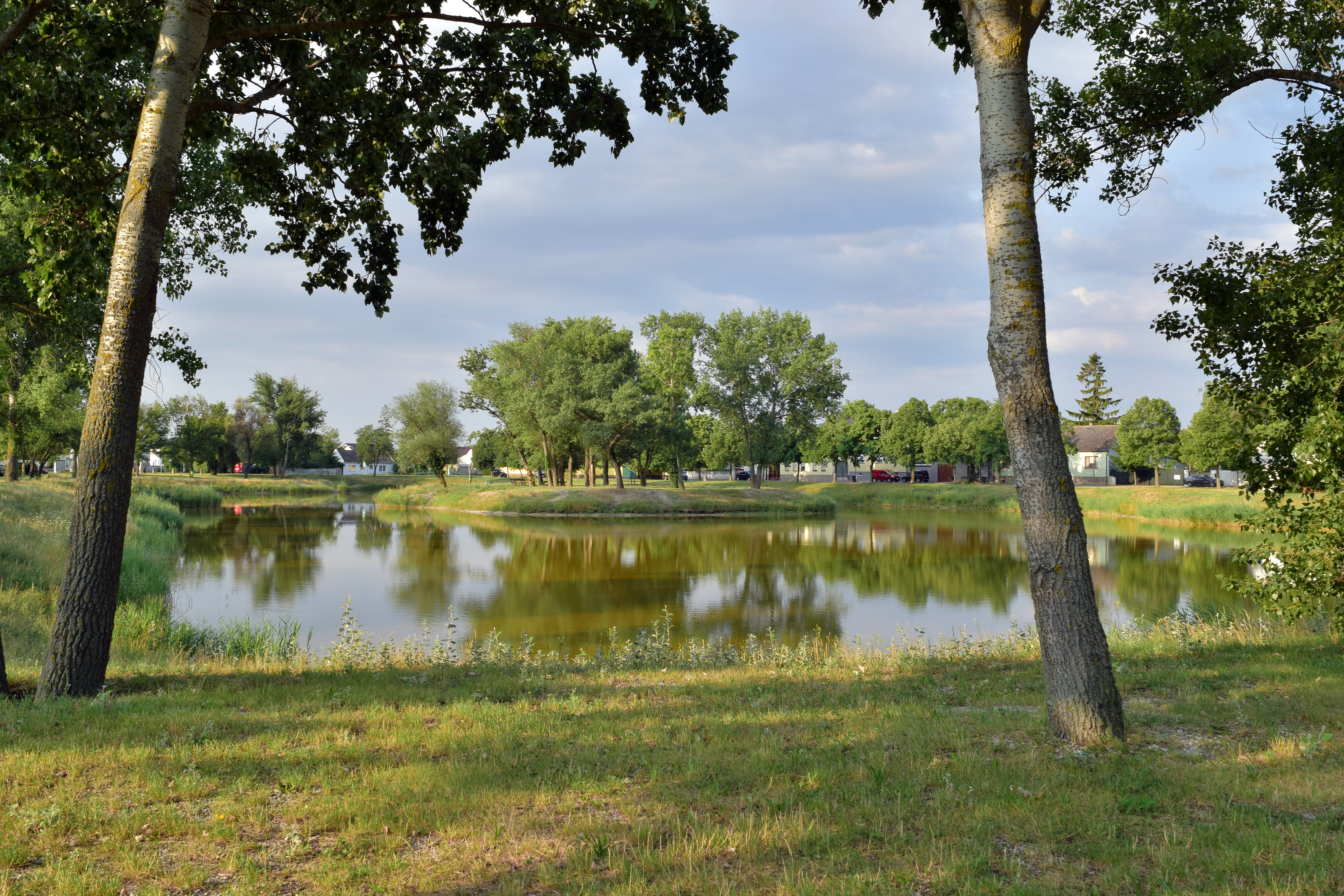
Teich des Dorfangers in Apetlon im Burgenland

Auf dem Anger wurde zum Beispiel das Vieh über Nacht (z. B. vor der Schlachtung) zusammengetrieben und/oder gehütet, oft wurden auch die kranken Tiere, die nicht auf die Weide gingen, hier geweidet, daher auch der Begriff Hutanger (ein Anger, der „zur Hut“, zum Hüten, benutzt wird). Daneben diente er auch als Futterplatz für die Tiere Durchreisender (z. B. Pferde, Postkutschen usw.), weshalb die Anger teilweise eingezäunt wurden und damit eher einer Dorfkoppel glichen. Im Unterschied zu dieser Nutzfläche wurde die gemeinschaftliche Abdeck-Nutzfläche (Schlachtplatz) eines Dorfes als Schindanger bezeichnet.
Im 19. und 20. Jahrhundert wurde dieses Land von den Gemeinden – oft aus Geldnot – privatisiert oder zu Bauland umgewandelt, sodass Gemeinden heute kaum noch über derartige Nutzflächen verfügen. Teilweise wurde auch der Dorfteich trockengelegt, um zusätzliches Land zu gewinnen. Heute sind Anger häufig zu Parkanlagen ausgebaut.
Der Begriff Plan wurde in Sachsen, Niedersachsen, Westfalen und Nordrhein-Westfalen in der Zusammensetzung Bleichplan noch bis ins 20. Jahrhundert verwendet und ist heute noch als Straßen- bzw. Platzname in vielen Dörfern Mittel- und Nordthüringens sowie im südlichen Sachsen-Anhalt verbreitet. Neudeutsch ließe sich das als Wäscheplatz verstehen. Unter Bleichplan wurde der Ort verstanden, an dem man Wäsche zum Bleichen auslegte. Diese wurde früher z. B. in der Gegend um Bielefeld in Aschenlauge gekocht, dann auf dem Bleichplan, einer Wiese im Sonnenlicht ausgelegt und nochmal mit saurer Milch durchtränkt, ausgespült und im Sonnenlicht getrocknet, bis sie ausreichend ausgeblichen war.
Die Pflege der Wäsche war damals eine recht beschwerliche Arbeit, die einen großen Teil der täglichen Zeit beanspruchte. Dementsprechend reichhaltig war die Sprache in Bezug auf die Nutzung dieser Flächen und die damit verbundene oft mühevolle Arbeit.
- In slawischen Gebieten findet sich ebenfalls die Form Plan, siehe dazu deren Etymologie und beispielsweise tschechisch Planá wie z. B. Planá nad Lužnicí oder Chodová Planá in Böhmen. Es ist auch im Ortsnamen von Planica in Slowenien enthalten, das als Austragungsort im Skifliegen bekannt wurde.
- Im Hennebergischen kann der Anger auch als Mangel bezeichnet werden. Das Wort leitet sich vermutlich von (am) Anger → (am) Angel → Mangel her.

Als alternative Erklärung übertrug sich hier möglicherweise nur die Nutzung als Wäscheplatz, im späten Mittelalter gelegentlich mit einer Art Pressmangel bestückt, einfach auf den Platz. Die Mangel war ein Gerät, mit dem man das Wasser zwischen zwei Rollen aus der Wäsche pressen konnte. Am Anfang war dies noch ein klobiges großes Gerät, das von zwei Leuten bedient werden musste und daher kaum in eine Stube gepasst hätte. Es gab auch mittelalterliche Foltergeräte, die auf diese Weise funktionierten. Man wurde also wortwörtlich „durch die Mangel gedreht“.

## Ortsbezeichnungen
„Anger“ findet sich daher in vielen alten Orts- und Flurnamen:
Vor allem in ebenen Gegenden Niederösterreichs oder bei deutschen Namen ungarischer Siedlungen gibt es einige, die das Wort im Ortsnamen enthalten, wie Angern an der March oder Steinamanger.
Im deutschsprachigen alpinen Raum steht das Wort Anger auch für die Almen in den Hochtälern, Beispiel sind der Höllentalanger zu Füßen der Zugspitze. Außerdem gibt es die Gemeinde Anger (Berchtesgadener Land).
In Bayern gibt es heute noch einen Ort mit dem Namen Wolfanger, der allerdings nur aus einem einzelnen Gehöft besteht. Es gehört zu dem Ort Tacherting im Kreis Traunstein, Oberbayern. In Regensburg war die Bezeichnung Klarenanger als Bezeichnung für den Standort des 1809 zerstörten Klarissenklosters und einer Schule bis 1982 gebräuchlich, obwohl das Gelände nach dem Zweiten Weltkrieg im neu gestalteten Dachauplatz aufging. Dagegen ist der Name Wolfanger auch als Familienname, besonders im heutigen Saarland anzutreffen. Es ist jedoch nicht eindeutig geklärt, ob hier ein Zusammenhang etymologisch besteht.
Auch in Großstädten gibt es noch Ortsteile oder Bereiche, die auf den Anger in den Dörfern vor dem Zusammenschluss zurückgehen, beispielsweise in München den Feldmochinger Anger, den Laimer Anger oder den Denninger Anger. In Erfurt (Thüringen) hat sich der als Anger bezeichnete zentrale Stadtplatz erhalten. Die auf Platzgröße erweiterte Straße zwischen den Handelshäusern wird heute als Fußgängerzone und Einkaufsmeile genutzt. Im sächsischen Leipzig gibt es einen Stadtteil Anger-Crottendorf, welches als Angerdorf in früheren Zeiten (begünstigt durch Bachniederungsgelände) der Obst- und Gemüselieferant der aufstrebenden Stadt diente. In Kassel (Hessen) gibt es den Stadtteil Wolfsanger-Hasenhecke, die erste urkundliche Erwähnung „Vulvisanger“ des ehemaligen Dorfes Wolfsanger datiert auf das Jahr 811 in einer Urkunde Karls des Großen. Als Radauanger wird eine Siedlung in Niedersachsen bezeichnet, die jedoch nur ausschließlich einige wenige Gebäude städtischem Besitzes umfasst und keine überlokale Relevanz aufweise. Sie liegt in Bad Harzburg im Landkreis Goslar in Niedersachsen.
In Bad Reichenhall hat die Bezeichnung „Anger“ die Zeit überdauert. So heißt die Straße Im Angerl noch heute nach dem Platz im Schutze der Stadtmauer. Dort befand sich auch ein Tor in der mittelalterlichen Stadtbefestigung, das nach dem Platz Angertürl hieß.

## Kultur
Der zweite Teil der historisierenden Carmina Burana von Carl Orff ist mit Ûf dem Anger überschrieben. Dieser Abschnitt des Werks, dem überwiegend mittelhochdeutsche Texte zugrunde liegen, kombiniert Liebeslieder und Volkstänze zu einem bäuerlichen Frühlingsfest auf dem Dorfplatz und stellt somit noch eine letzte Verbindung zu der einstigen Nutzung als Fest- und Kultgelände dar.